# Curcubăta Mare
Curcubăta Mare – znajdujący się w Rumunii najwyższy szczyt Masywu Biharu i całych Gór Zachodniorumuńskich, wznoszący się na wysokość 1849 m n.p.m.